# Guerre in famiglia
Guerre in famiglia è un romanzo di Jerry Spinelli, pubblicato nel 1984.

## Trama
Greg si è allenato e si è fatto bello tutta l'estate per conquistare il cuore di Jennifer Wade, una sua compagna di classe di cui è innamorato, ma scopre che Jennifer si è trasferita a Conestoga, in Pennsylvania.
Intanto sua sorella maggiore, Megin (che frequenta il quarto anno di liceo), conosce la scuola grazie alla sua amica Sue Ann e a una stravagante ragazza di nome Zoe Miranda, che è arrivata lì dalla California ed ha già un nutrito stuolo di seguaci, tra le quali appunto Sue Ann, ma Megin non le dà molto peso.
La sera, a cena, Megin costringe Greg a dire che aveva un appuntamento con Jennifer Wade quella sera stessa anche se non ce l'aveva. Allora lui e i suoi amici si ritrovano al centro commerciale. Siccome c'è molta gente lì, loro si infilano da McDonald's dove trovano due loro compagne di classe, Anita e Sara, che pensano di andare con loro, e Poff (uno dei due amici di Greg molto sportivo) subito dopo si allontana. I quattro si dirigono al bowling e fanno le squadre: Anita starà con Valducci (l'altro amico di Greg) e Sara con Greg. A Greg viene in mente in continuazione Jennifer e si eclissa spessissimo per pensare a lei, finché non scappa proprio via, pensando a tutti i bei ragazzi di Conestoga.
Megin, intanto, fa visita sempre più spesso a Emilie, un'anziana donna che vive all'ospizio di Beechwood e che vuole molto bene a Megin. Megin porta sempre una ciambella francese a Emilie, sebbene il fratello di Emilie lo vieti, e in cambio Emilie le racconta ciò che faceva da bambina.
Intanto Greg incontra Sara a scuola, che lo invita alla festa del suo compleanno e lui accetta perché pensa che ci sia anche Jennifer.
Lo stesso giorno della festa di Sara, il papà di Greg, Megin e Toddie (il terzogenito) decide di portare i suoi figli a fare una scampagnata. Entrando in un negozietto dell'usato, Greg trova un braccialetto con un ciondolo a forma di lettera J (come Jennifer!) e lo compra.
Dopo una serie di imprevisti, Greg arriva alla festa in ritardo, ma abbastanza in orario per salutare Jennifer. Quando Jennifer vede Greg vicino a Sara, le dice che almeno lei ha un cavaliere; così a Greg viene in mente di mandarle per Natale quel braccialetto con la J scrivendo anche che lui le avrebbe fatto da cavaliere. 
Qualche giorno dopo, Jennifer gli risponde, ringraziandolo per il suo regalo e augurandogli buon Natale, così lui le telefona invitandola da qualche parte e lei però declina l'invito perché purtroppo ha troppi impegni familiari. 
Successivamente, Greg vede più volte Sara assieme a Leo Borlock, a cui si rivolgevano molte ragazze per risolvere problemi di cuore. Inoltre li vede alla recita, dove il suo amico Valducci, il tecnico delle luci, (innamorato di Zoe) ogni volta che c'è una scena romantica fa “impazzire” i riflettori e nella scena più idilliaca, mentre Romeo e Giulietta si scambiano un bel bacio appassionato sul loro carro nuziale a forma di hamburger, lui fa muovere tutte le luci tranne una: il riflettore principale, che è puntato su Sara e Leo che (per fortuna di Greg) stanno guardando senza romanticismi lo spettacolo. Arrivato a casa, Greg ha l'idea di chiamare la sua professoressa di scienze, la signora Ackerman, per chiederle se nel progetto sull'uovo lui e Sara avrebbero potuto stare in coppia. 
Il giorno dopo la signora Ackerman spiega in cosa consisterà il progetto sull'uovo: ogni coppia sarà composta da un ragazzo e da una ragazza, a cui sarà assegnato un uovo in una scatola da scarpe. Però l'uovo non dovrà mai essere chiamato “uovo”, ma “neonato”, e i due ragazzi dovranno essere chiamati “genitori”. Nomina anche le coppie, tra cui ci sono anche Greg e Sara. Ogni notte, i genitori a turno avrebbero tenuto l'uovo e la prima notte li avrebbero tenuti i "padri". I genitori non dovrebbero mai perdere di vista il pupo e dovevano decidere il suo sesso e il suo nome. Greg decide che il bebè sarà una femmina e si chiamerà Camille, perché a Sara piace tanto il francese e codesto nome è francese.
Qualche tempo dopo, la mamma chiede a Megin di portare Toddie alla Serata dei Bambini in biblioteca alle sette. Ma c'è un problema: alle sette trasmettono lo speciale su Wayne Gretzky, l'asso dell'hockey che Megin adora e di cui ha una mazza da hockey autografata. Così lei finge di avere il mal di pancia pur di guardare la performance di Gretzky, ma i suoi genitori lo interpretano come un'appendicite, quindi la portano all'ospedale. Il dottore dice che Megin non ha l'appendicite ma che deve stare a riposo qualche giorno, per cui la partita per il campionato di hockey al Palaghiaccio (il pattinaggio al coperto della sua città) salta. Ma lei va e, per mettere a tacere Toddie (che la stava tenendo d'occhio), lo porta con sé. 
Sempre per questa partita Greg vorrebbe affidare Camille a Sara, ma non ci riesce, per ciò se lo porta dietro al Palaghiaccio. 
Siccome Greg sta dicendo all'allenatore che Megin non può giocare a causa del suo malessere, lei prende l'uovo del fratello e lo lancia sul ghiaccio e lui per punizione le lancia oltre lo steccato la sua amata mazza di Gretzky.
Tornata a casa, papà ha in serbo per Megin una bella lavata di testa, sgridandola perché ha finto di avere l'appendicite e ha portato via suo fratello minore preoccupando lui e la mamma a morte, così le impone di tornare sempre a casa prima delle tre e mezzo di pomeriggio altrimenti non le compreranno una nuova mazza da hockey fino ad aprile (e pensare che in questo punto della storia è gennaio!) e si perderà tutta la stagione di hockey. Megin torna all'orario prestabilito sempre.
Un giorno però, dopo la scuola, va in pasticceria, prende qualche ciambella francese e va all'ospizio di Beechwood, ma nella camera di Emilie c'è un'altra signora; di conseguenza va dalla direttrice dell'ospizio che le comunica un'infausta notizia: Emilie è morta. 
Allora Megin cammina tristemente, accusandosi di aver ucciso Emilie a forza di darle ciambelle francesi di contrabbando. Siccome aveva lì i libri di scuola, li lascia  sulla strada, continua a camminare e arriva ad una villa affacciata sul lago che però è aperta solo nei fine settimana. Megin decide così di entrare. 
Nel mentre Sue Ann e Zoe arrivano a casa di Megin, in lacrime perché non hanno più notizie della loro amica da molto tempo; così la mamma di Megin decide di chiamare un poliziotto, che le dice che hanno trovato dei libri scolastici in una strada chiamata West Chester Pike e che forse lei tornerà per la notte. Ma Megin non torna, il che causa la preoccupazione dei suoi genitori.
Sue Ann e Zoe però non si arrendono e vanno a chiamare Greg, che è andato al lago per sfogarsi con l'hockey; ma neppure lui sa niente di Megin.
Nel mentre, Megin si impaurisce al pensiero di essere da sola in una villa buia e tetra come quella. Sente un rumore simile a quello di una pendola. Si affaccia alla finestra e vede Greg che lancia il dischetto da hockey contro la parete. Scende e quando sta per uscire, il rumore del disco è finito. A Megin viene in mente che forse Greg sta affogando nel lago e, istintivamente, esce dalla finestra. Arrivata sul lago, sente una voce che proviene dal centro del lago, dove il ghiaccio è più sottile e lei pensa che Greg stia annegando, così si dirige verso il centro del lago. Greg era andato lì per recuperare l'adorata mazza da hockey di Megin, ma mentre la prende il ghiaccio sotto ai suoi piedi si rompe. Megin va lì e vede un grosso buco nel ghiaccio. Chiama Greg e lui le dice che è laggiù. Greg le porge la mazza e lei tira ma non riesce a ripescarlo. Il ghiaccio intorno a lei inizia a spaccarsi. Anche lei cade in acqua, ma riesce a riaffiorare, a tirare fuori Greg e a portarlo all'ospedale, da dove qualche giorno dopo i due fratelli tornano. Da quel momento in poi, i due fratelli fanno pace e non litigeranno più.